# Benjamin R. Civiletti

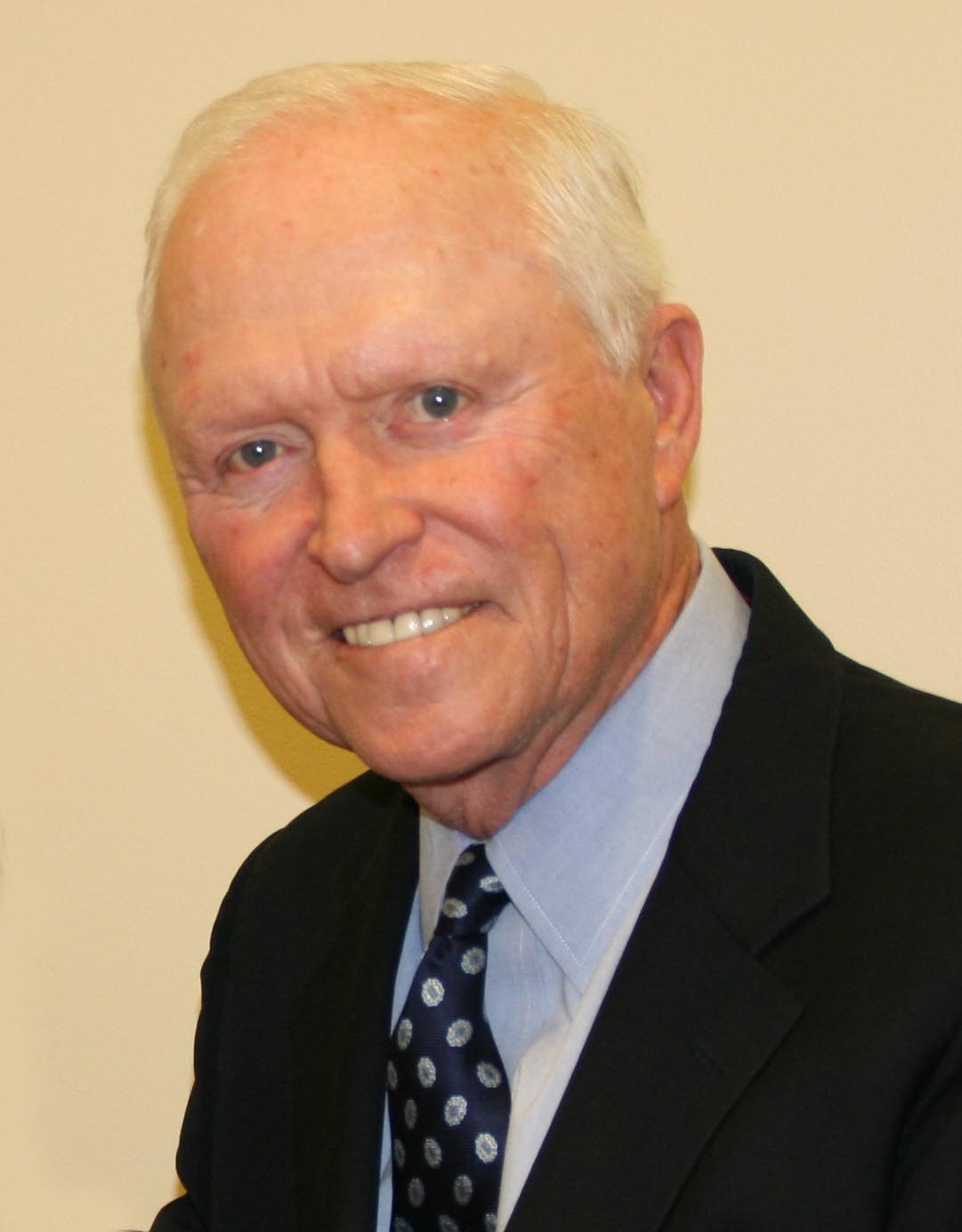
Benjamin Civiletti (2009)

Benjamin Richard Civiletti (* 17. Juli 1935 in Peekskill, New York; † 16. Oktober 2022 in Lutherville, Maryland) war ein US-amerikanischer Jurist, demokratischer Politiker und Justizminister (Attorney General).

## Studium und berufliche Laufbahn
Civiletti studierte zunächst Psychologie an der Johns Hopkins University, wo er mit einem Bachelor of Arts (A.B.) abschloss. Anschließend absolvierte er ein Studium der Rechtswissenschaften an der University of Maryland, welches er 1961 mit einem Bachelor of Laws (LL.B.) beendete. Noch im gleichen Jahr erwarb er dort den Grad eines Juris Doctor.
Hiernach wurde er als Rechtsanwalt in Maryland zugelassen und war zunächst ein Jahr Assistent eines Richters an einem Bezirksgericht. Zwischen September 1962 und Oktober 1964 war er Assistent des U.S. District Attorney von Maryland.
Von 1964 bis 1968 war er als Rechtsanwalt in der Kanzlei Venable LLP in Baltimore und Washington, D.C. tätig, in der er 1969 zum Partner aufstieg. 1965 erfolgte zudem seine Zulassung zum Anwalt beim United States Supreme Court. 1971 wurde er Leiter der Prozessabteilung der Kanzlei. Zehn Jahre später erfolgte seine Ernennung zum Seniorpartner der Kanzlei Venable, Baetjer and Howard sowie die Aufnahme seines Namens als vierter Name in der Kanzleibezeichnung.
Als Spezialist für Handelsrecht war er 2005 der erste US-amerikanische Anwalt mit einem Stundenhonorar von 1000 Dollar.

## Aufstieg zum Justizminister unter Präsident Carter
Nach der Wahl von Jimmy Carter zum US-Präsidenten berief ihn dieser am 10. März 1977 zum Assistenten des Justizministers und Leiter der Kriminalabteilung. Am 16. Mai 1978 erfolgte seine Ernennung zum Stellvertretenden Justizminister (Deputy Attorney General) als Nachfolger von Peter F. Flaherty, der als Gouverneur in Pennsylvania kandidierte. Dieses Amt übte er bis zu seiner Berufung zum Justizminister (Attorney General) als Nachfolger von Griffin B. Bell am 16. August 1979 aus.
Seine Ernennung erfolgte im Rahmen einer größeren Kabinettsumbildung, bei der auch Wechsel im Finanzministerium, im Verkehrsministerium sowie im Gesundheits-, Bildungs- und Wohlfahrtsministerium stattfanden, das in zwei eigenständige Ministerien aufgeteilt wurde.

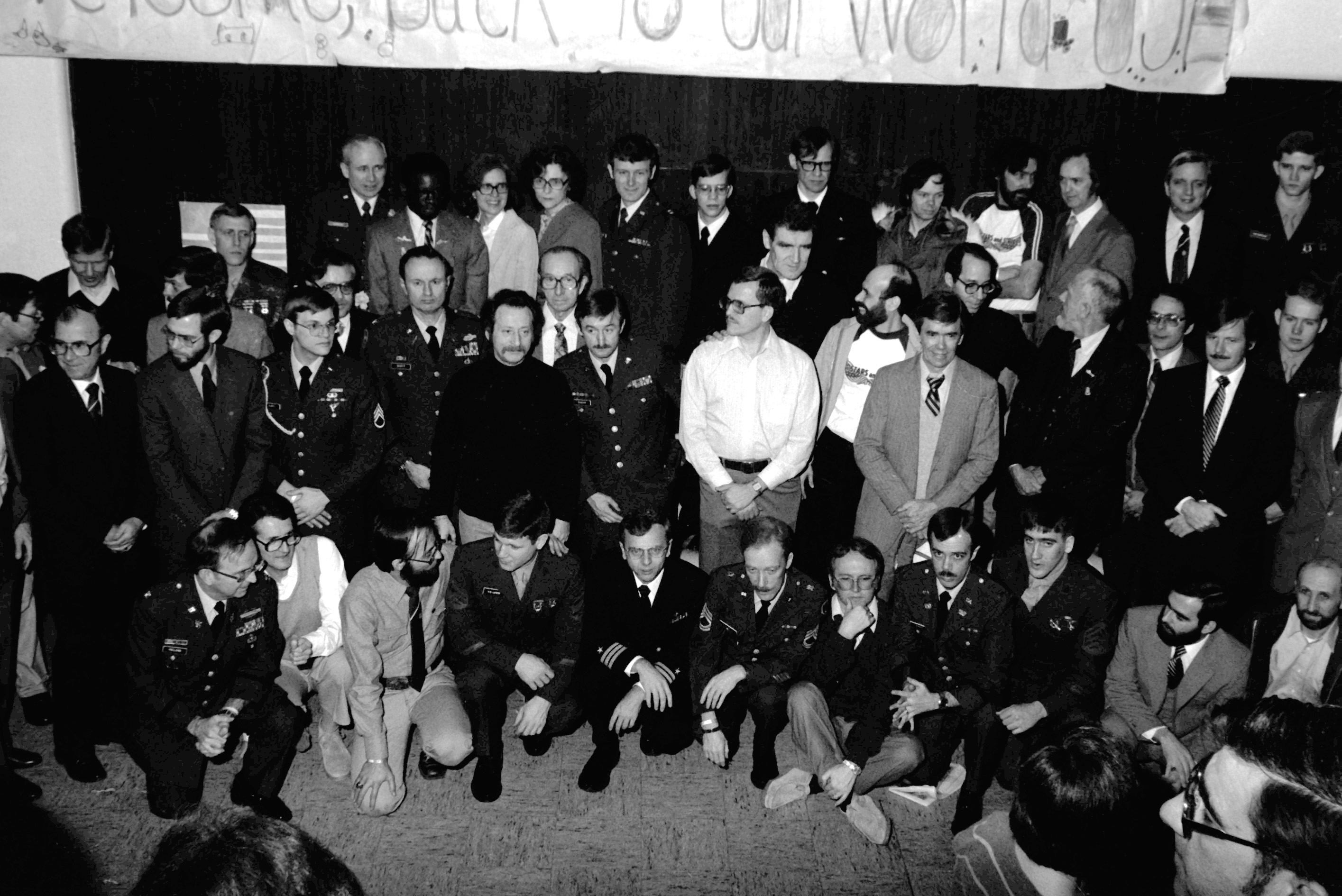
US-Aufnahme der 52 Geiseln im Januar 1981

Als Justizminister vertrat er die US-Regierung in mehreren bedeutenden Verfahren. Civiletti war insbesondere Vertreter vor dem Internationalen Gerichtshof (IGH) in Den Haag während der Geiselnahme von Teheran in der US-Botschaft im Iran. Allerdings erfolgte die Freilassung der Geiseln erst am Tage des Amtsantritts von Carters Nachfolger als Präsident, Ronald Reagan, am 20. Januar 1981. Außerdem war er Vertreter vor dem Obersten Gerichtshof in Fällen der Aberkennung der Staatsbürgerschaft bei NS-Kriegsverbrechern.
In den Jahren 1980 und 1981 stellte er mit zwei Rechtsgutachten eine strikte Interpretation des Antideficiency Act auf, die bis heute die Praxis beim Government Shutdown prägt.
Das Amt des Justizministers übte er bis zum Ende von Carters Präsidentschaft am 19. Januar 1981 aus.